# Дебе (город)
Дебе (англ. Debe или Débé) — город в регионе Пенал-Дебе на юге острова Тринидад в Тринидаде и Тобаго.
Изначально — промежуточная остановка на железнодорожном пути по доставке сахарного тростника для производства сахара. После сворачивания производства сахара, город стал известен благодаря своим деликатесам. Также прославился оптовым сельскохозяйственным рынком, которым управляла государственная компания «Namdevco». Считается, что жанр чатни-музыки зародился в районе Барракпор—Пенал—Дебе.
В 2012 году было начато строительство кампуса Университет Вест-Индии.
В 2013 году после открытия нескольких крупных магистралей, город стал важным региональным транспортным узлом.

## Население
По данным на 9 января 2011 года в городе проживали 7084 человека: мужчин — 3657, женщин — 3426.
На 15 мая 2000 года население составляло 6 808 человек.

## Галерея

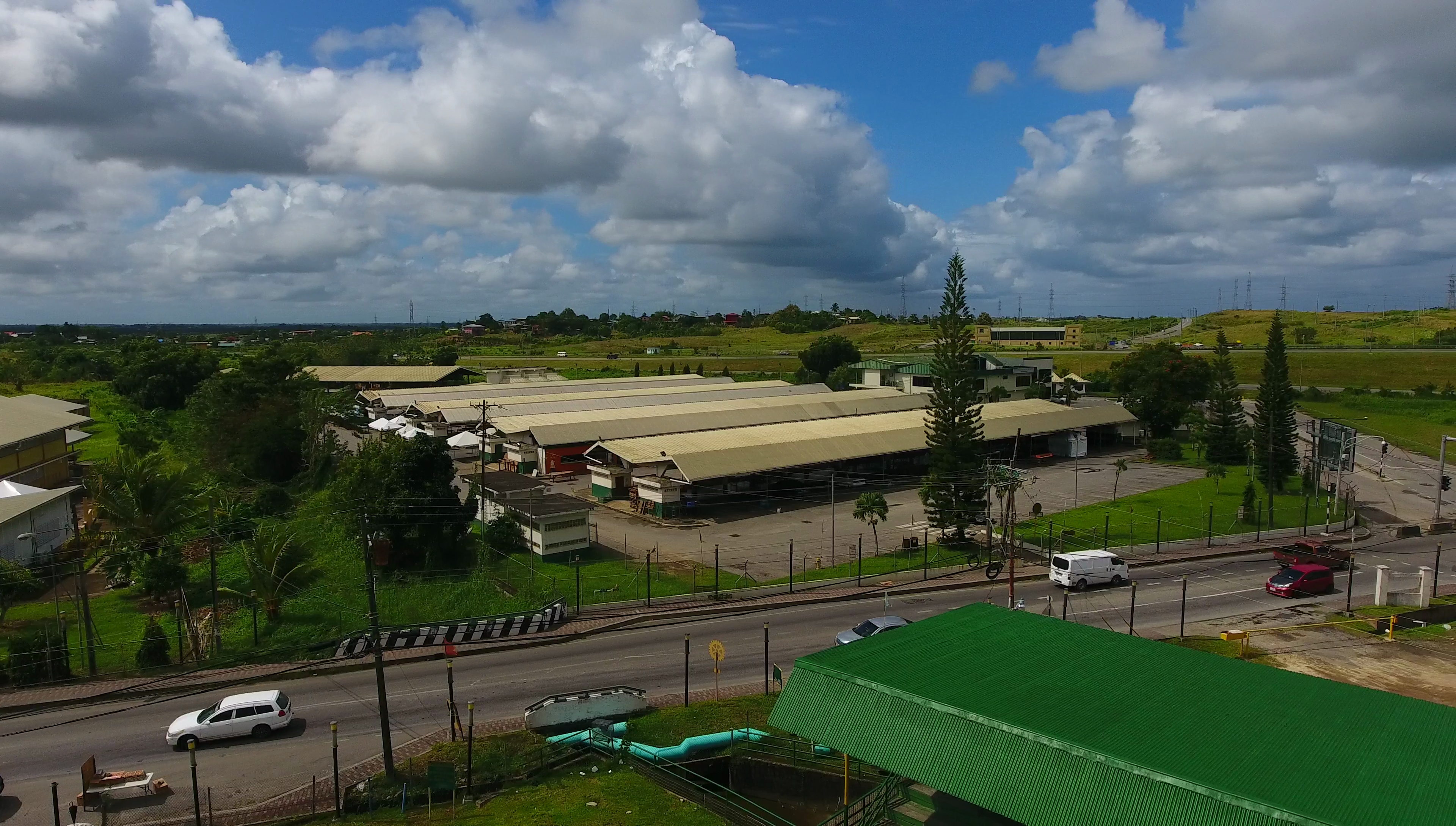
Рынок
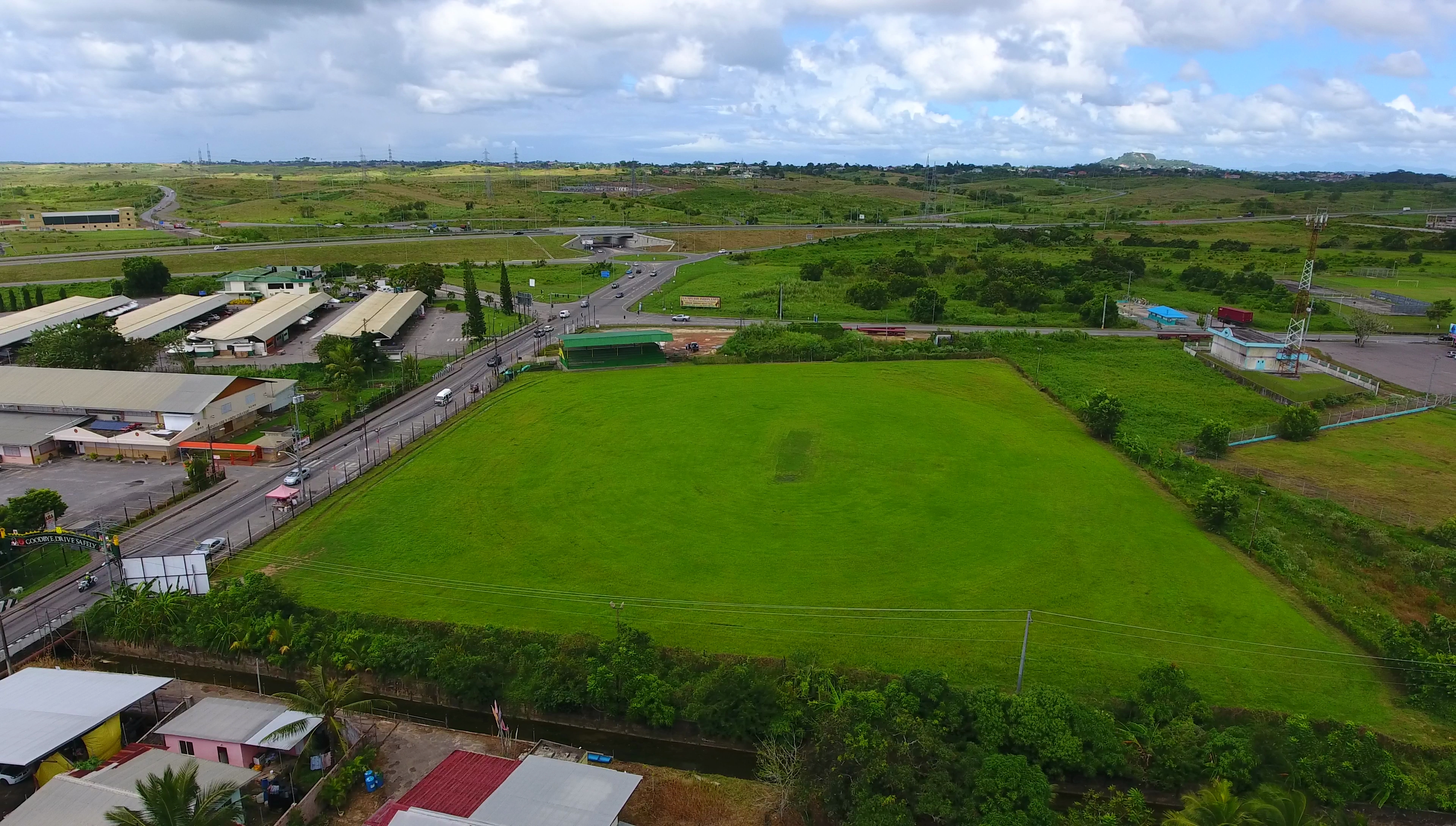
База отдыха
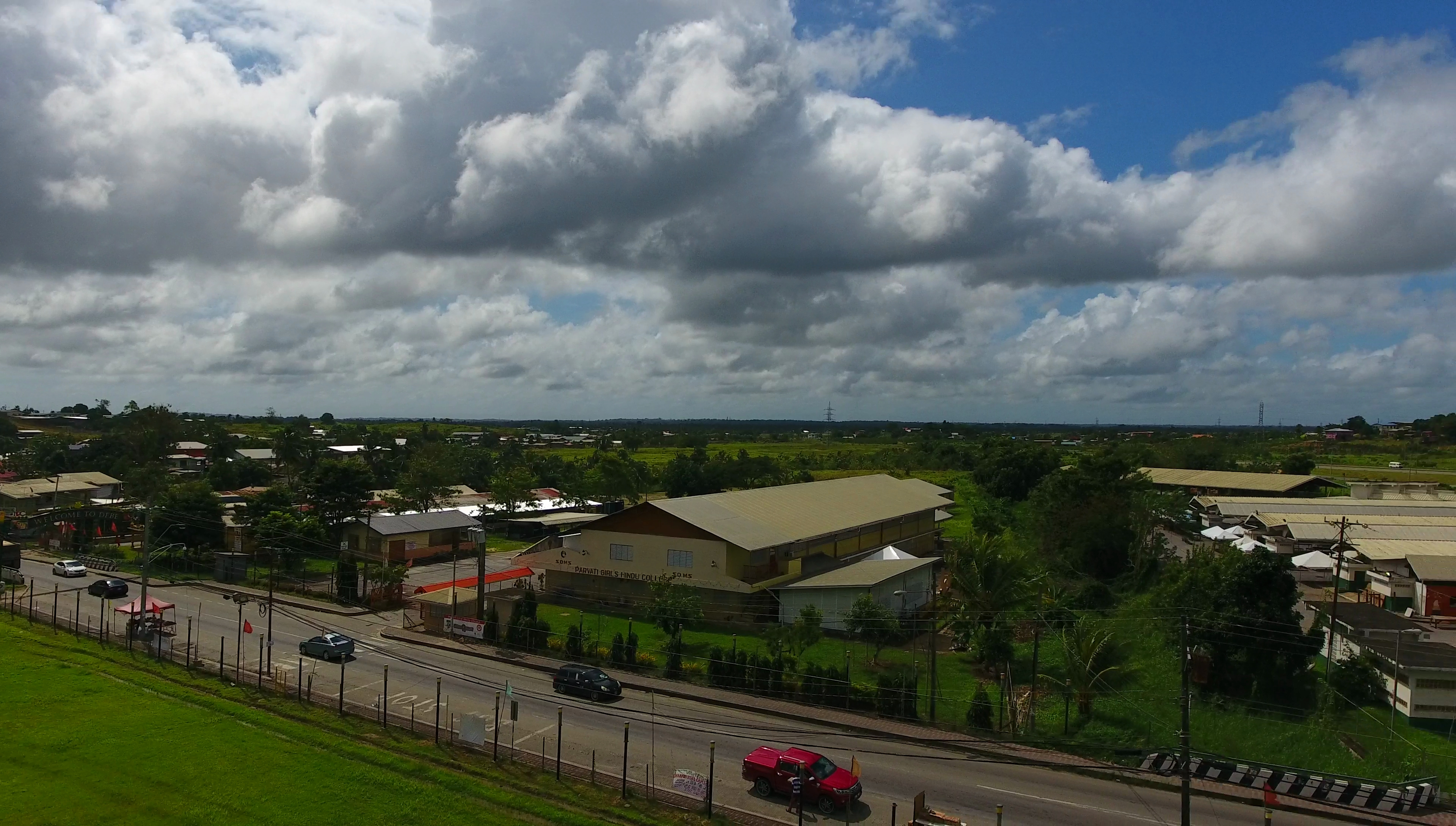
Индуистский колледж для девочек имени Парвати
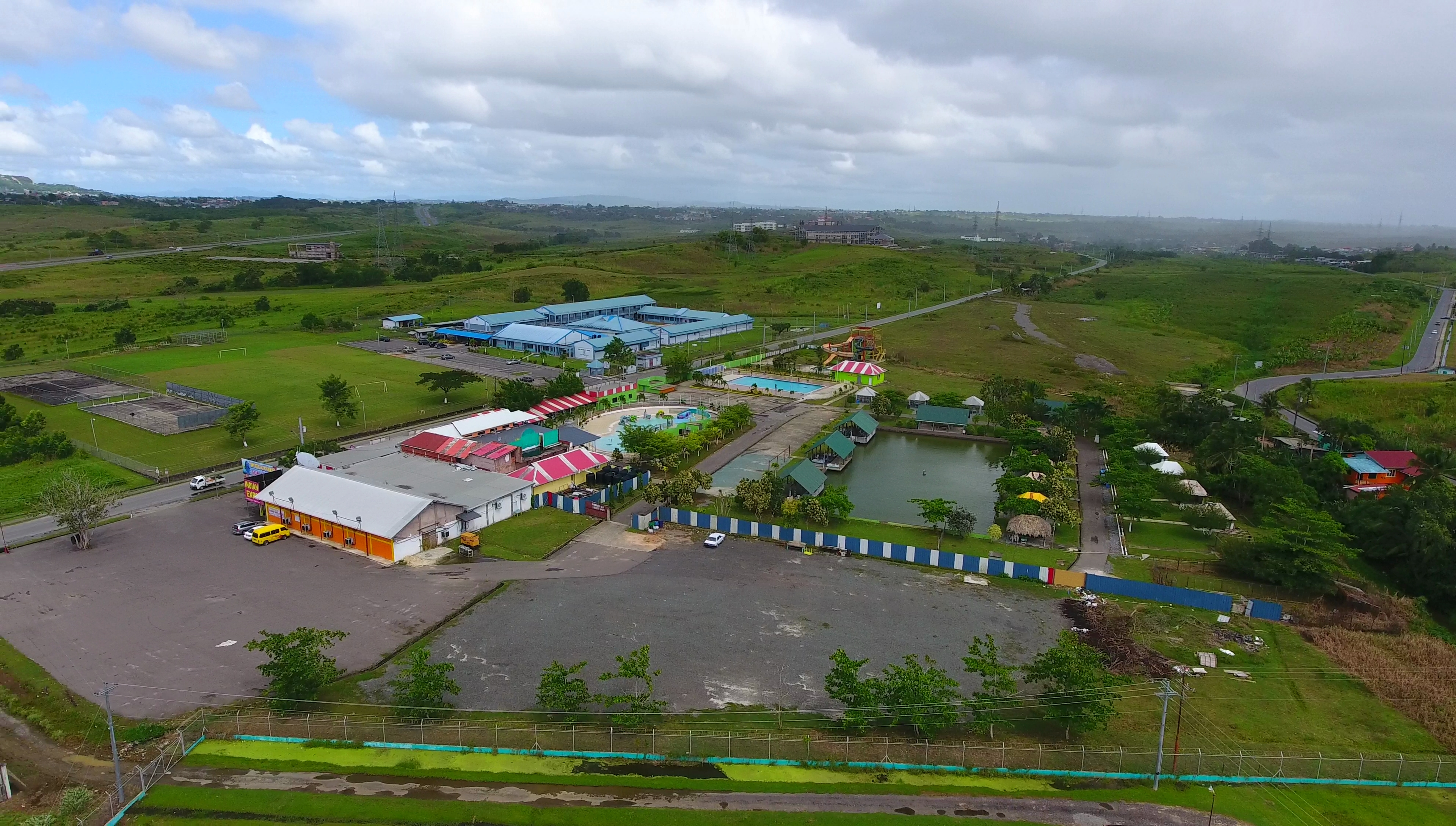
Аквапарк и средняя школа